# Martijn Bink
Martijn Bink (Heerde, 19 april 1972) is een verslaggever voor NOS Nieuws.

## Biografie

### Verslaggever
Bink volgde de School voor Journalistiek in Utrecht en studeerde daarna Internationale Betrekkingen aan de Universiteit van Amsterdam. In 1997 trad hij in dienst van de NOS. Hij werkte eerst op de economieredactie. Daarna werd hij verslaggever op de binnenlandredactie. Samen met onder anderen Winfried Baijens stond hij aan de wieg van het NOS Journaal op 3. Dit journaal werd vanaf 8 januari 2007 op werkdagen uitgezonden op Nederland 3.
Als verslaggever deed Bink verslag van verschillende grote nieuwsgebeurtenissen. Zoals de moord op Theo van Gogh in 2004 en de crash van Turkish Airlines-vlucht 1951 in 2009. In januari 2015 was Bink getuige van de gijzelingsactie door Tarik Z. in een studio van de NOS. Hij filmde met zijn mobiele telefoon de overmeestering van Z. door de politie.

### NOS Evenementen
Naast zijn werk als verslaggever voor NOS Nieuws is Bink regelmatig te zien in de programma's van NOS Evenementen. Zo doet hij sinds 2016 jaarlijks verslag van het bezoek van de koninklijke familie op Koningsdag. Ook is hij een van de verslaggevers in de speciale Bevrijdingsjournaals die de NOS in 2019 en 2020 uitzendt ter gelegenheid van 75 jaar bevrijding.

### Documentaires
Samen met regisseur Robert Schinkel maakte Bink in 2014 de documentaire In de Rij voor Anne Frank. Een film over de eeuwige rij voor het Anne Frank Huis. Ook Donorbroers is een documentaire van de hand van Bink. Dit is een film over twee broers op weg naar een niertransplantatie. Zijn film De oudste moeder van Nederland gaat over een vrouw uit Harlingen die op 63-jarige leeftijd een kind kreeg. De documentaire zou worden uitgezonden door Human, maar dit ging niet door nadat de hoofdpersoon op een laat moment haar medewerking introk.

### Gastcolleges
Bink geeft gastcolleges op verschillende opleidingen voor journalistiek. Deze gaan onder meer over tv-journalistiek, storytelling en interviewtechnieken.

### De Tegel
In 2006 won Bink samen met collega Jikke Zijlstra de journalistieke prijs De Tegel met een item over valse diploma's.